# Turbulence Bluffs
Die Turbulence Bluffs (englisch für Turbulenzenklippen) sind drei steile und nach Nordwesten ausgerichtete Felsenkliffs im ostantarktischen Enderbyland. Sie ragen 26 km nordöstlich des Rayner Peak an der Ostflanke des Robert-Gletschers auf. Ihre südöstliche Seite geht in den Antarktischen Eisschild über.
Luftaufnahmen und Vermessungen der Australian National Antarctic Research Expeditions aus den Jahren von 1954 bis 1966 dienten ihrer Kartierung. Das Antarctic Names Committee of Australia benannte sie nach den Luftturbulenzen, die hier 1965 eine Landung mit dem Hubschrauber erschwert hatten.